# علم الصوتيات الحيوية
علم الصوتيات الحيوية هو علم متعدد التخصصات يجمع بين علم الأحياء وعلم الصوتيات. وعادة ما يشير إلى التحقيق في إنتاج الصوت والتشتت والاستقبال في الحيوانات (بما في ذلك البشر). وهذا ينطوي على أساس العصبية والتشريحية لإنتاج الصوت، والكشف، والعلاقة بين الإشارات الصوتية إلى الوسط الناقل أنها تفريق من خلال نتائج تقديم أدلة حول تطور الآليات الصوتية، ومن ذلك، تطور الحيوانات التي توظفهم.

## التاريخ
لفترة طويلة من الزمن استخدمت أصوات الحيوانات في التعرف والعثور عليهم. وعلم الصوتيات الحيوية كمنهج علمي أنشأه عالم الأحياء السلوفاني «إيفان ريجين» الذي بدأ بشكل منهجي دراسة أصوات الحشرات. ففي عام 1925 استخدم جهاز خاص لاصدار أحد الأصوات التي تميز حشرة الكيريكيت أو صرصار الليل للعب في دويتو مع حشرة أخرى. وفي وقت لاحق وضع ذكراً من صرصار الليل وراء ميكروفون وانثاه أمام مكبر للصوت. وكانت الإناث لا تتحرك نحو الذكور ولكن نحو مكبر الصوت. أما أهم اسهامات ريجين في هذا المجال، فضلا عن إدراك أن الحشرات أيضا تكتشف الأصوات المنقولة جوا، فقد كان اكتشاف وطيفة الارغن الطبلية.
أتاحت الأجهزة الكهربائية-الميكانيكية البدائية المتاحة في ذلك الوقت مثل الفونوغراف من التقييم البسيط لخصائص الإشارات. ولكن قياسات أكثر دقة أصبحت ممكنة في النصف الثاني من القرن العشرين بعد التقدم في مجال الإلكترونيات واستخدام الأجهزة الحديثة مثل راسم الإشارة والمسجلات الرقمية.
آخر التطورات في علم الصوتيات الحيوية تتعلق بالبحث في العلاقات بين الحيوانات وبيئتها الصوتية وتأثير الضوضاء البشرية. تم الإشادة مؤخراً بتقنيات علم الصوتيات الحيوية باعتبارها طريقة غير مؤذية لتقدير التنوع البيولوجي. 

## طرق في علم الصوتيات الحيوية

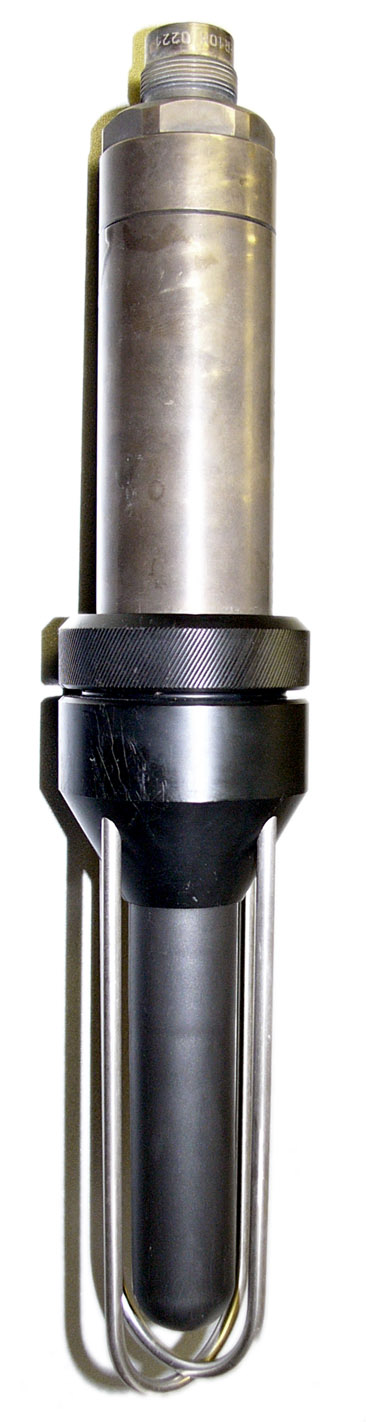
الهيدروفون

إن الاستماع لا يزال واحد من الطرق الرئيسية المستخدمة في بحوث علم الصوتيات الحيوية. ولا يعرف سوى القليل عن العمليات الفسيولوجية العصبية التي تلعب دورا في الإنتاج، وكشف وتفسير الأصوات في الحيوانات، لذلك فإن سلوك الحيوان وحتى الإشارات نفسها تستخدم لاكتساب المعرفة حول هذه العمليات.

### الإشارات الصوتية

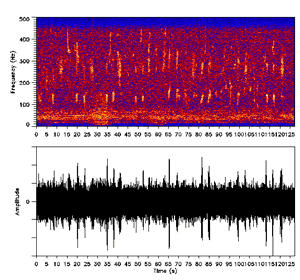
الصورة الطيفية (أعلاه)، ورسم تذبذبي (أدناه) من الحيتان الحدباء دعوات

إن المراقب ذو الخبرة يمكن أن يستخدم أصوات الحيوانات ليتعرف على الأنواع الحيوانية المغردة، وموقعها وحالتها في الطبيعة. كما يتضمن التحقيق في أصوات الحيوانات تسجيل الإشارة باستخدام المعدات الإلكترونية. نظراً لكثرة خصائص الإشارات والأوساط التي يمكنها الانتشار من خلالها، لذا فقد نكون في حاجة إلي بعض المعدات المتخصصة، بدلا من الميكروفون المعتاد، مثل التليفون المائي (للأصوات تحت الماء)، ومكتشف الموجات فوق الصوتية (للكشف عن الأصوات ذات الترددات العالية جدا)، أو مقياس الاهتزاز الذي يستخدم الليزر. وتستخدم أجهزة الكمبيوتر لتخزين وتحليل الأصوات المسجلة. وتستخدم برامج تحرير الصوت المتخصصة في وصف وفرز الإشارات وفقا للشدة، والتردد، والمدة وغيرها من العوامل.

### إنتاج الصوت، والكشف عنه، واستخدامه في الحيوانات
إن العلماء في مجال علم الصوتيات الحيوية مهتمون بعلم التشريح والفسيولوجيا العصبية الخاص بالاعضاءالمرتبطة بعملية إنتاج الصوت والكشف عنه، بما في ذلك الشكل، وعمل العضلات، ونشاط الشبكة العصبية المعنية.
ولكن حيث أن الأساليب المستخدمة في البحوث الفسيولوجية العصبية لا تزال معقدة إلى حد ما، وفهم العمليات ذات الصلة لم يكتمل بعد، لذا تستخدم الأساليب البسيطة. ومن الأشياء المفيدة خصوصًا هو مراقبة الاستجابات السلوكية لإشارات صوتية. واحدة من هذه الاستجابات القبيل هو الحركة الاتجاهيه نحو مصدر الإشارة. من خلال مراقبة الاستجابة لإشارات واضحة المعالم في بيئة مسيطر عليها، يمكننا أن نحصل علي نظرة ثاقبة في وظائف الإشارات، وحساسية جهاز السمع، وإمكانية تقليل الضوضاء، إلخ.

### تقدير الكتلة الحيوية
تقدير الكتلة الحيوية هي طريقة لكشف وتحديد كمية الأسماك والكائنات البحرية الأخرى باستخدام تكنولوجيا الموجات الصوتية.  حينما ينتقل نبض الصوت عن طريق المياه فإنه يواجه الأشياء التي هي ذات كثافة مختلفة عن المتوسط المحيطة بها، مثل الأسماك، والتي تعكس الصوت في الإتجاه المضاد في اتجاه مصدر الصوت. هذه الأصداء توفر معلومات عن حجم السمك، والمكان، والوفرة. فوظيفة المكونات الأساسية لمسبار الأعماق هي إحالة الصوت، وتلقي، تصفية وتضخيم وتسجيل وتحليل هذه الأصداء. في حين أن هناك العديد من الشركات المصنعة لما هو معروف تجارياً «مكتشف الأسماك،» إلا أن التحليل الكمي يتطلب أن تتم القياسات بعد معايرة مسبار الأعماق الذي يتميز بنسب عالية بين الإشارة والضوضاء.

## أصوات الحيوانات

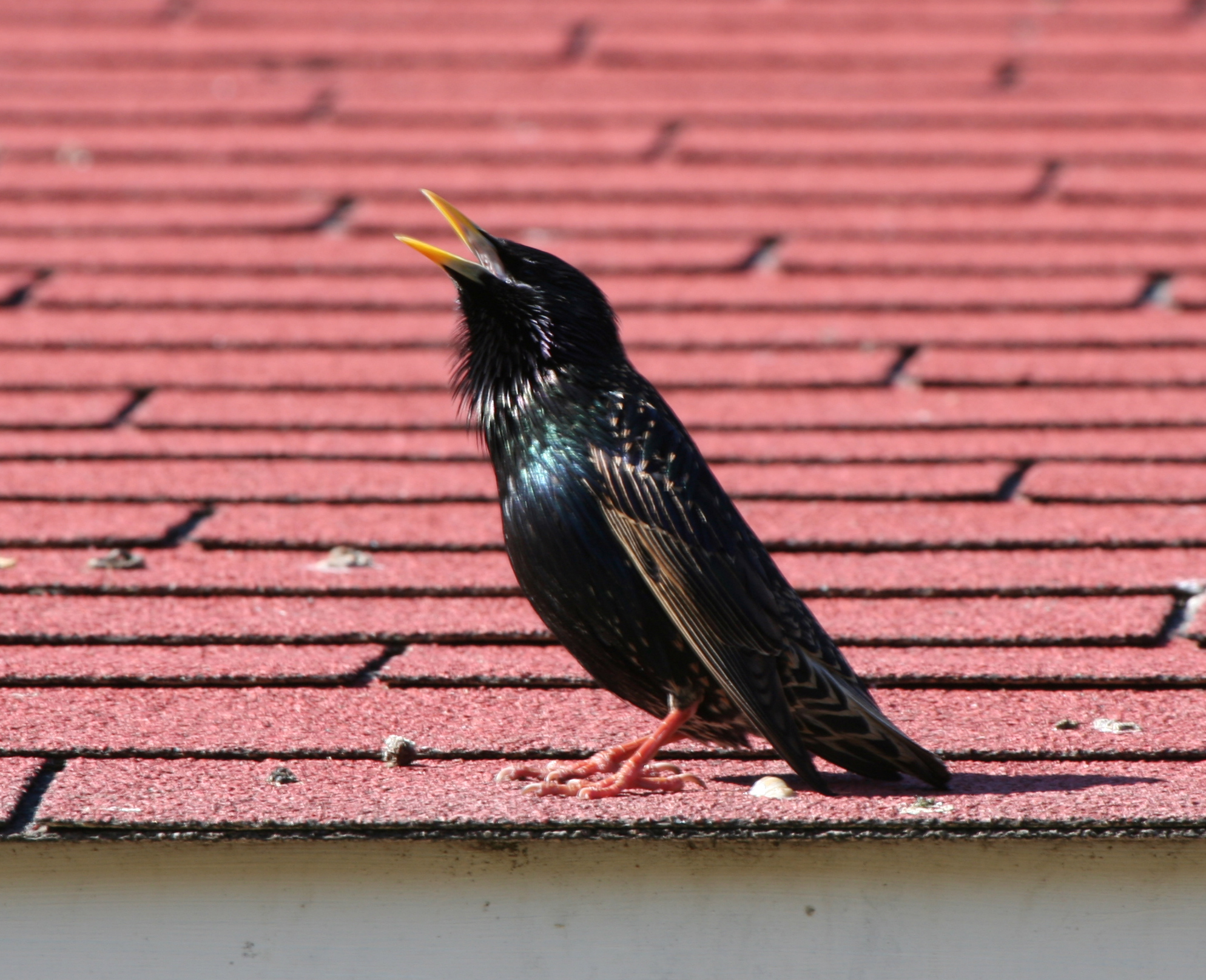
الزرزور الأوروبي الغناء

الأصوات التي تستخدمها الحيوانات التي تدخل في نطاق علم الصوتيات الحيوية تشمل طائفة واسعة من الترددات والأوساط، وهي غالباً لا تكون أصوات بالمعنى الدقيق للكلمة، أي موجات من التضاغط تنتشر من خلال الهواء وتتعرف عليها الأذن البشرية. فحشرة الكريكيت، على سبيل المثال، تتواصل مع بعضها بواسطة أصوات ذات ترددات أعلى من 100 كيلو هرتز، أي في نطاق الموجات فوق الصوتية. موجات أخرى أقل في التردد، لكنها ما زالت في الموجات فوق الصوتية، هي الأصوات التي تستخدمها الخفافيش لتحديد الموقع بالصدى. على الجانب الآخر من الطيف الترددي، أي الاهتزازات منخفضة التردد، لا يتم الكشف عنها بواسطة أعضاء السمع، ولكن من قبل أعضاء أخرى أقل قدرة علي الإحساس. وتشمل الأمثلة على ذلك الاهتزازات الأرضية التي تنتجها الفيلة التي ترددها الرئيسي حوالي 15 هرتز، والاهتزازات المنخفضة والمتوسطة الترددالتي تنتقل عن طريق الذبذبات التي يستخدمها معظم فئات الحشرات  ومع ذلك كثير من أصوات الحيوانات يقع ضمن نطاق الترددات القابلة للاكتشاف من قبل الأذن البشرية، ما بين 50 و 15,000 هرتز. أخيراً آليات إنتاج الصوت والكشف عنه متنوعة تماما كما هو حال الإشارات نفسها.

## وصلات خارجية
- مختبر علم الصوتيات الحيوية التطبيقية
- المكتبة البريطانية الصوت الأرشيف قد 150,000 تسجيلات لأكثر من 10,000 الأنواع.
- Bioacoustics المجلس الدولي لروابط علم الصوتيات الحيوية موارد كثيرة.
- Borror مختبر علم الصوتيات الحيوية نسخة محفوظة 22 أغسطس 2006 على موقع واي باك مشين. في جامعة ولاية أوهايو يحتوي على أرشيف ضخم من التسجيلات الصوتية للحيوان.
- جمعية الحياة البرية تسجيل الصوت
- كره كانتو: : الأغاني، ويدعو لأكثر من 4000 نوعا من الطيور من الأمريكتين وأفريقيا وآسيا على الخط
- شعاع أيادي العلوم البحرية واستدامة مدرسة الحوت القاتل الأصوات، وبعض مترجم باستخدام صفائف هيدروفونات
- Bioacoustic برنامج البحوث في مختبر كورنيل لعلم الطيور وتوزع على عدد من الخطوط المختلفة bioacoustics توليف وتحليل البرامج.
- ماكولاي مكتبة في مختبر كورنيل لعلم الطيور هي أكبر شركة في العالم لجمع أصوات الحيوانات وما يرتبط بها من الفيديو.
- Avisoft Bioacoustics يوفر مختلف الأجهزة، وحلول البرمجيات للبحوث bioacoustic.

## قراءات أخرى
- إوينغ فصيل عبد الواحد)1989) : المفصلي علم الصوتيات الحيوية: بيولوجيا الأعصاب والسلوك. ادنبره: ادنبره Universitsy الصحافة. ردمك 0-7486-0148-1